# 白雪美音
白雪 美音（しらゆき みお、1985年12月23日 - ）は、日本の元AV女優。所属はセブンプロモーション
。
宮城県仙台市（東京都出身との説もある）。身長153.3cm。体重37kg。　靴のサイズ:22.5cm。スリーサイズ:B80(Dカップ) W56  H80。血液型:O型。

## 略歴
雲雀麻由美の芸名でタレントをしていた(太田プロ所属)。
2004年に『AV界にとらばーゆ』でAVデビュー。
2005年3月31日に引退した。

## 出演作品
- AV界にとらばーゆ（2004年7月11日、宇宙企画）
- 美音のsex生中継（2004年8月22日、宇宙企画）
- スウィート・ミックス（2004年9月24日、宇宙企画）…『AV界にとらばーゆ』・『美音のsex生中継』のセルDVD化作品
- メイドカフェ（2005年2月5年、プレステージ）
- AI-BOT Ver.2（2005年3月4日、プレステージ）
- ぶっかけ体験入部（2005年4月15日、プレステージ）
- 元アイドルS AV引退の真相(2005年5月18日、プレステージ)
- Anarchy vol.57：白雪美音(2006年2月6日?、SPIRITS)